# نظير أحمد خان
نظير أحمد خان هو منتج أفلام ومخرج وممثل باكستاني (وحمل سابقاً جنسية الراج البريطاني)، ولد في 1910 بلاهور في باكستان، وتوفي بنفس المكان في 28 أغسطس 1983.

## وصلات خارجية
- نظير أحمد خان على موقع IMDb (الإنجليزية)
- نظير أحمد خان على موقع قاعدة بيانات الفيلم (الإنجليزية)
- نظير أحمد خان على موقع كينوبويسك (الروسية)